# Complejo Lewisiano

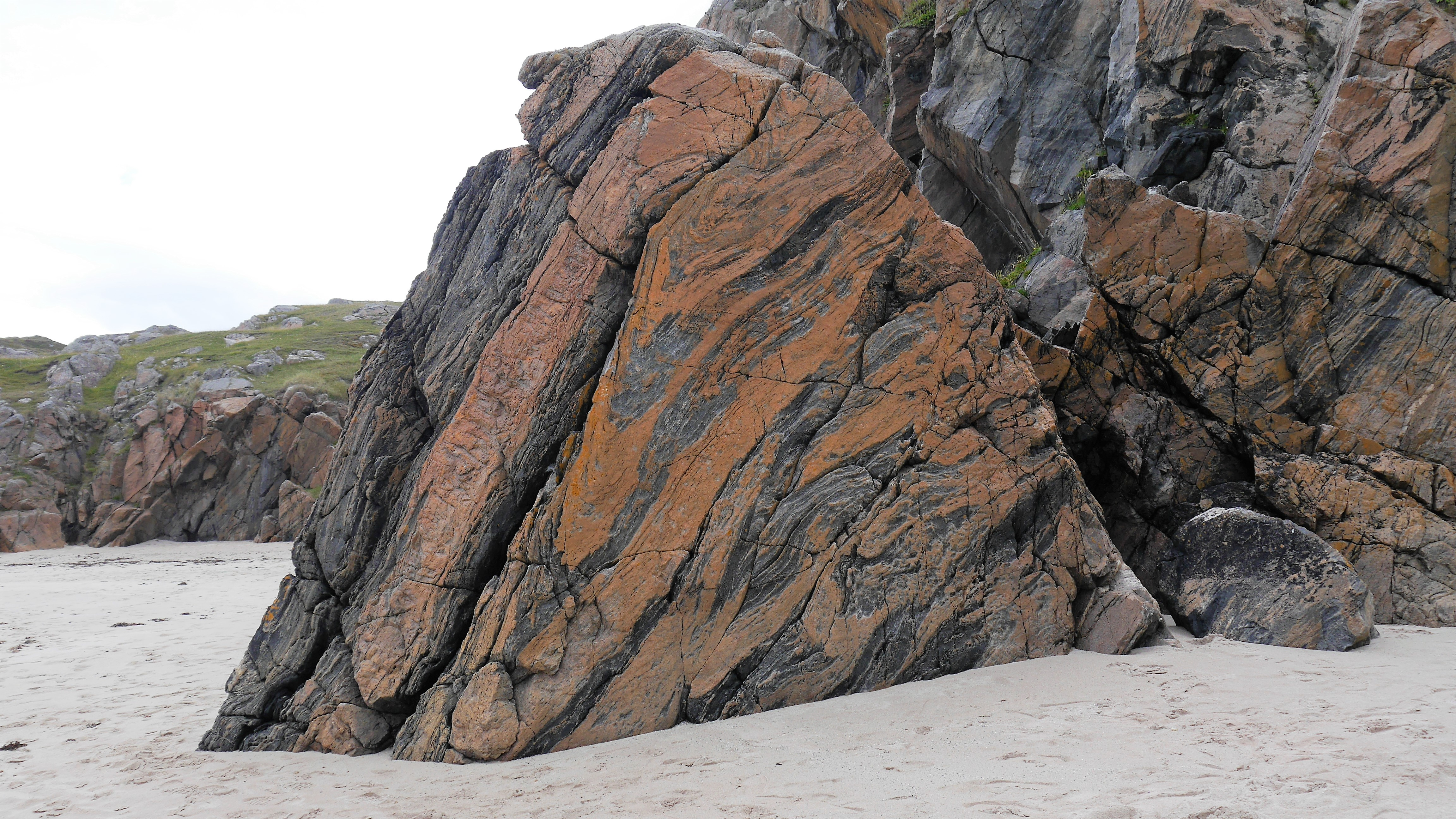
Afloramiento de gneis lewisiano erosionado, 5 km al NO de Lochinver.

El complejo Lewisiano o gneis Lewisiano es un conjunto de rocas metamórficas precámbricas que afloran en la parte noroeste de Escocia, formando parte del terreno Hébrido y el cratón del Atlántico Norte. Estas rocas son de edad arcaica y paleoproterozoica, con un rango de 3 a 1.7 miles de millones de años (Ga). Forman el zócalo sobre el que se depositaron los sedimentos Torridonian y Moine Supergroup. El Lewisiano se compone principalmente de gneises graníticos con una pequeña cantidad de rocas supracorticales. Las rocas del complejo de Lewis quedaron atrapadas en la orogenia de Caledonia, apareciendo en las paredes colgantes de muchas de las fallas de cabalgamiento formadas durante las últimas etapas de este evento tectónico.

## Distribución

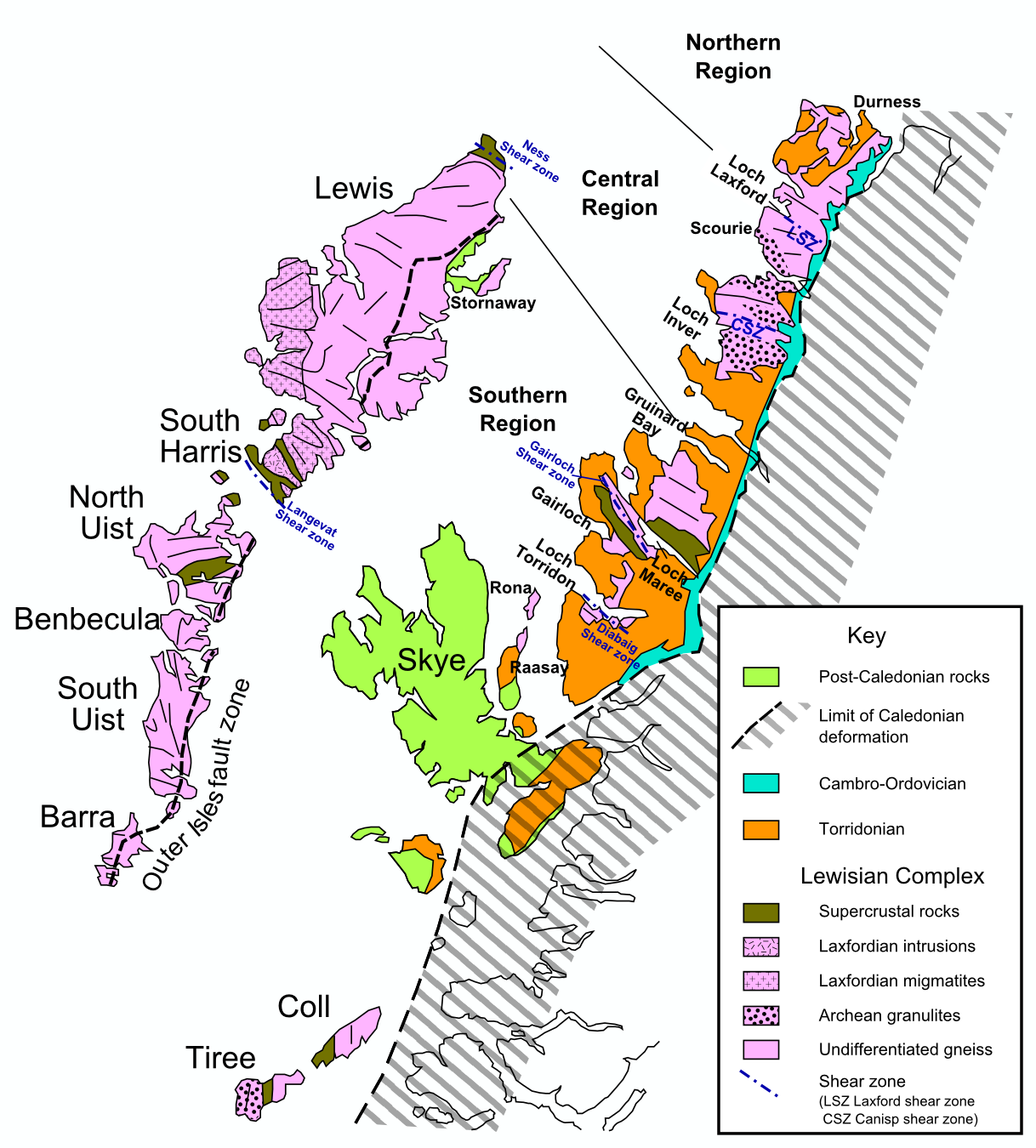
Mapa geológico de Hebridean Terrane que muestra la distribución de rocas del complejo Lewisiano.

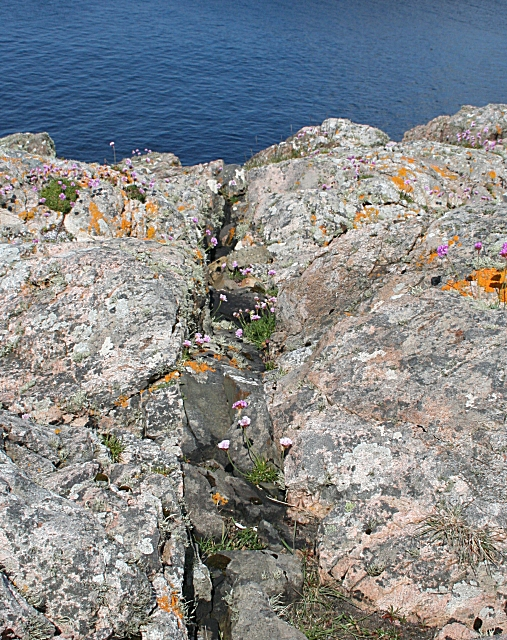
Dique de Scourie sin deformar cortando gneis de Lewis, a unos 1,6 km al oeste de Scourie.

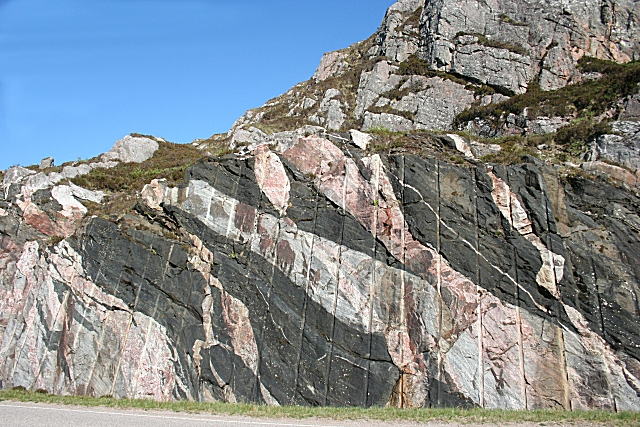
Scourie dykes (ahora anfibolitas foliadas) cortando gneis gris del complejo Scourie, ambos deformados durante el evento tectónico de Laxfordian y cortados por venas de granito posteriores (sin foliar): corte de carretera en la A838 justo al norte de Laxford Bridge.

Las islas Hébridas Exteriores, particularmente Lewis, de donde recibe su nombre el complejo Lewisiano, albergan la mayoría de los afloramientos del complejo. Además, forma una franja costera en el continente escocés desde cerca de Loch Torridon en el sur hasta el cabo Wrath en el norte y está expuesto en numerosas islas en las Hébridas Interiores, pequeñas islas al norte del continente escocés. Las perforaciones poco profundas y los pozos de exploración de hidrocarburos han demostrado su presencia en el lecho marino y debajo de los sedimentos paleozoicos y mesozoicos al oeste de Shetland, en Minches y en el Mar de las Hébridas. Se cree que el complejo lewisiano se extiende al menos tan al sureste como la Gran Falla de Glen en base a rocas de basamento de un tipo similar que se encuentran en la base del supergrupo de Moine, a veces con contactos discordantes bien conservados. En Islay y Colonsay, en la parte sur de las Hébridas Interiores, se encuentran expuestos gneises graníticos de tipo lewisiano de edad paleoproterozoica del complejo Rhinns. Rocas similares también afloran en Inishtrahull frente a la costa norte de Donegal y en Mayo, donde se conocen como el 'complejo Annagh Gneiss'.

## Historia de estudio
Las memorias del Servicio Geológico, La estructura geológica de las tierras altas del noroeste de Escocia, que incluían el complejo de Lewis, se publicaron en 1907 y contienen el primer análisis exhaustivo del complejo de Lewis. Al ver el desarrollo metamórfico y estructural del Lewisiano como una sucesión de eventos orogénicos distintos que podrían identificarse en el campo, John Sutton y Janet Watson ampliaron este estudio en 1951. Utilizaron un enjambre de diques de dolerita, conocidos como diques Scourie, como marcadores para separar los eventos tectónicos y metamórficos en un evento scouriano que ocurrió antes de la intrusión de los diques y un evento laxfordiano posterior que deformó y metamorfoseó a los miembros del mismo enjambre de diques. El trabajo de campo posterior, los estudios metamórficos y la datación radiométrica refinaron su cronología pero respaldaron su hipótesis original.

## Lewisian del continente escocés

### Complejo de exploración
La parte más antigua del complejo de Lewis es un grupo de gneises de edad arcaica que se formaron en el intervalo de 3,0–2,7 Ga. Estos gneises se encuentran en todo el afloramiento del complejo de Lewis en el continente. La litología dominante del complejo Scourie son gneises grises con bandas, típicamente granodioríticos, tonalíticos o trondhjemíticos en su composición. Los gneises metasedimentarios son relativamente raros. Se cree que el protolito de los gneis de Scourian es granítico, con rocas plutónicas máficas y ultramáficas subsidiarias que dan un carácter bimodal general. Algunas variaciones en la edad de los protolitos de diferentes partes del complejo y su subsiguiente historia tectónica y metamórfica sugieren que hay dos o posiblemente tres bloques distintos de la corteza dentro del afloramiento continental.

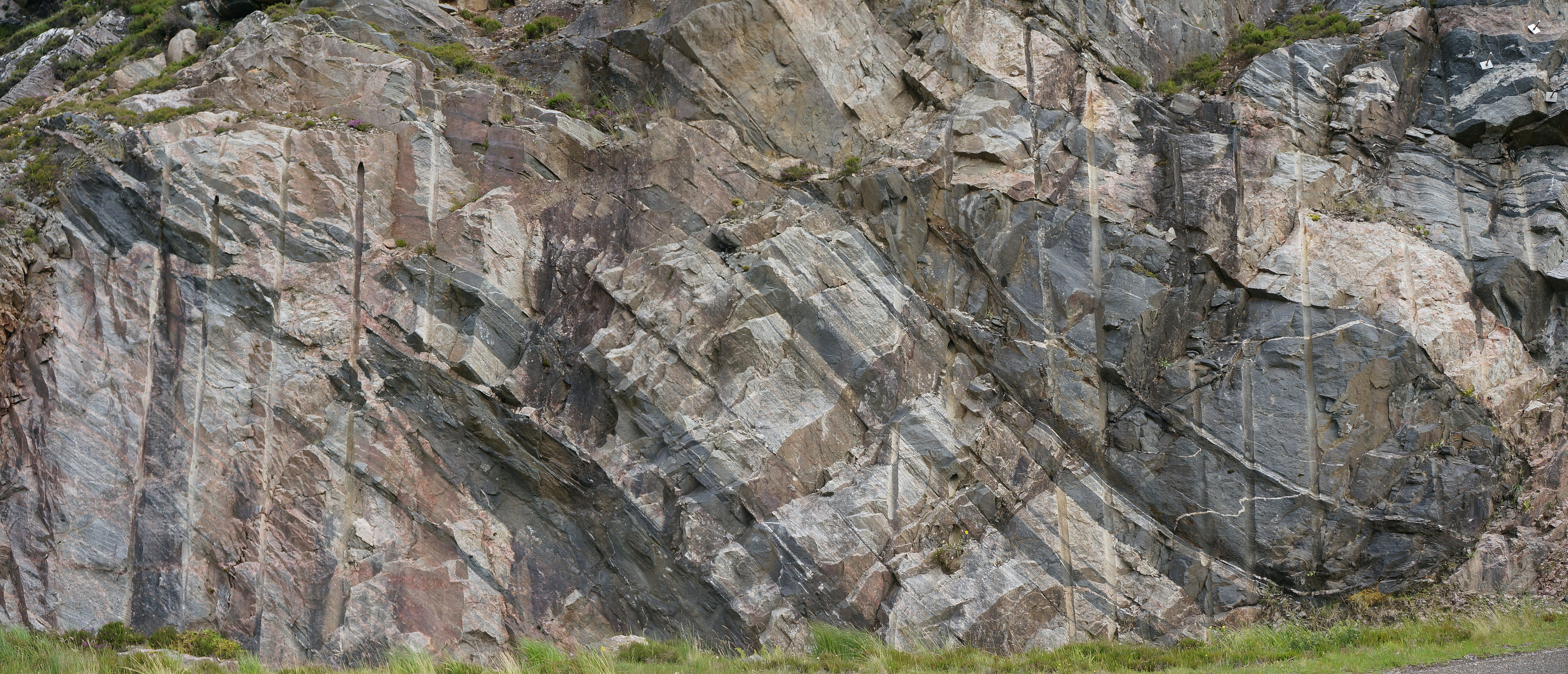
Gneis lewisiano - Rhiconich, Escocia

El principal evento metamórfico en la Región Central fue el evento de Badcallian de facies de granulita de 2,5 Ga. La Región Norte carece de evidencia de facies de granulita y en la Región Sur se reconoce localmente un evento anterior de 2.73 Ga.

### Evento inveriano
Este evento tectónico y metamórfico es posterior al principal evento metamórfico de facies de granulita en el complejo Scourian, pero en su mayoría es anterior a la intrusión de los diques Scourie. Este evento deforma un conjunto de pegmatitas posteriores a Badcallian fechadas en 2,49-2,48 Ga y son anteriores a la mayoría de los diques de Scourie, lo que da un posible rango de edad de aproximadamente 2,48 - 2,42 Ga. La deformación estuvo acompañada de metamorfismo retrógrado hasta facies de anfibolitas, similar al evento Laxfordiano posterior. Distinguir entre estos dos eventos ha resultado difícil. Se han identificado importantes zonas de cizallamiento Inverian en las regiones central y sur, incluida la zona de cizallamiento de Canisp.

### Diques scourie
Este enjambre de diques básico corta las bandas de los gneises del complejo Scourie y, por lo tanto, es posterior a los principales eventos ígneos, tectónicos y metamórficos que los crearon. Debido al grado de metamorfismo y deformación posteriores en otras partes del afloramiento continental, las únicas edades radiométricas confiables provienen de la región central, lo que da una edad para la parte principal del enjambre de aproximadamente 2,4 Ga. Algunos diques, que parecen tener sido intruidos en la corteza Scourian más fría dan edades de aproximadamente 2.0 Ga, la misma edad que los umbrales sin fechar dentro del Grupo Loch Maree. Algunos de los conjuntos de diques principales muestran evidencia de intrusión en el rock country caliente. La mayoría de los diques son cuarzo-doleritas en términos químicos, siendo menos comunes el gabro de olivino, la norita y la picrita de bronzita.

### El grupo Loch Maree
Las rocas supracrustales del Grupo Loch Maree forman dos grandes áreas de afloramiento cerca de Loch Maree y Gairloch en la Región Sur. El grupo consiste en metasedimentos con anfibolitas intercaladas, interpretadas como metavolcánicas con algunos umbrales básicos. Probablemente fueron depositados alrededor de 2,0 Ga, ya que contienen circones detríticos que dan una mezcla de edades arcaicas y paleoproterozoicas.

### Eventos laxfordianos
El Laxfordian fue originalmente reconocido por la presencia de deformación y metamorfismo de los diques de Scourie. El Laxfordiano se puede dividir en un evento temprano antes de 1,7 Ga, asociado con la retrogresión de los gneises Scourie de la facies de granulita a la de anfibolita y un evento posterior con una mayor retrogresión local a la facies de esquisto verde, parte del cual puede tener una edad Grenvilliana (alrededor de 1,1 Ga). El evento temprano está particularmente asociado con zonas de cizallamiento en las que los diques Scourie deformados forman láminas de anfibolitas dentro de los gneises reelaborados. La mineralogía original de los diques también se cambia a un conjunto de facies de anfibolitas, incluso donde permanecen sin deformar. Los primeros tejidos laxfordianos están cortados por una serie de granitos y pegmatitas, particularmente en las regiones norte y sur, fechados en 1,7 Ga.

## Lewisiano de las Hébridas Exteriores

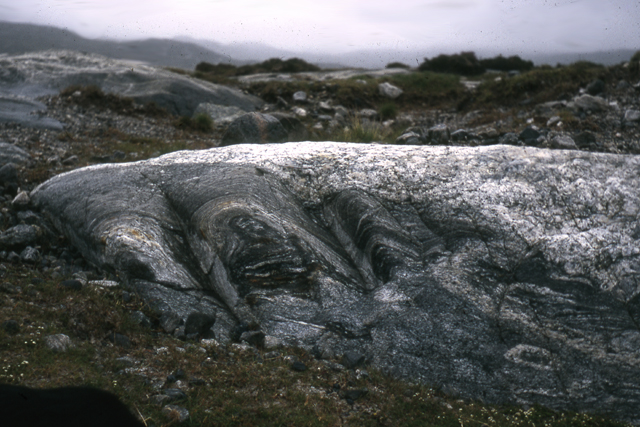
Gneis lewisiano plegado, Harris

Gran parte del afloramiento Lewisiano de las Hébridas Exteriores consiste en rocas del complejo Scourie cortadas por granitos post-Scourian. La reelaboración laxfordiana es extensa y ha sobrevivido muy poca corteza escouriana sin modificar. Las láminas de anfibolitas, interpretadas como miembros deformados de Scourie Dykes, son mucho menos comunes que en el continente. La mayor parte del área del afloramiento consiste en rocas supracrustales, alrededor del 5% del total. La relación entre las rocas supraacrustales y los gneis de Scouria sigue sin estar clara.

### Complejo ígneo del sur de Harris
El complejo ígneo de South Harris consiste principalmente en anortosita y metagabro, con cantidades menores de gneises tonalíticos y de piroxeno-granulita. Estas rocas ígneas están intruidas en los supracrustales de Leverburgh y Langevat. La datación radiométrica sugiere que el complejo se intrusó durante un período de aproximadamente 2,2–1,9 Ga, comparable a la edad del Grupo Loch Maree. La anortosita de Ness, expuesta en el extremo nororiental de Lewis, también se encuentra asociada con metasedimentos y produce una edad modelo Sm-Nd similar de aproximadamente 2,2 Ga. Se considera posible que los cuerpos de South Harris y Ness alguna vez formaron parte de un cuerpo continuo, interrumpida por la deformación de Laxfordian.

### Metasedimentos de Langevat y Leverburgh
Estos dos cinturones de metasedimentos flanquean el complejo ígneo de South Harris y forman el afloramiento más grande de tales rocas en las Hébridas Exteriores. La datación radiométrica ha demostrado que estos metasedimentos son de edad Paleoproterozoica, similares a las rocas del Grupo Loch Maree. La relación entre estos metasedimentos y los gneis de Scouria sigue sin estar clara.

### Zona de falla de las islas exteriores
Esta zona de falla se extiende a lo largo de las Hébridas Exteriores, una distancia de unos 200 km, buzamiento 20°–30° al ESE. La roca de falla dentro de la zona de falla muestra una larga y compleja historia de movimiento con el desarrollo de brechas de falla, milonitas y pseudotaquilitas, lo que indica fallas en una amplia gama de niveles de la corteza.

## Inliers lewisianos dentro del Moine
A pesar de la reelaboración múltiple que ha afectado a los gneises de tipo lewisiano dentro del Moine, muestran evidencia de una historia común, aunque con algunas diferencias importantes. El más grande, el interior de Glenelg-Attadale, muestra evidencia de metamorfismo de facies de eclogita dentro de las dos unidades tectónicamente yuxtapuestas que forman el interior, que se cree que está asociado con el engrosamiento de la corteza durante un evento Paleoproterozoico en alrededor de 1,7 Ga y el evento orogénico de Grenvillian, respectivamente.